# وايلدر دوايت بانكروفت
وايلدر دوايت بانكروفت (بالإنجليزية: Wilder Dwight Bancroft)‏ هو كيميائي وأستاذ جامعي أمريكي، ولد في 1 أكتوبر 1867 في ميدلتاون في الولايات المتحدة، وتوفي في 7 فبراير 1953 في إثاكا في الولايات المتحدة.